# Julija Wladimirowna Timoschinina
Julija Wladimirowna Timoschinina (russisch Юлия Владимировна Тимошинина; englische Transkription Yuliya Vladimirovna Timoshinina; in Melde- und Ergebnislisten oft Yulia Timoshinina; * 23. Januar 1998 in Moskau) ist eine russische Wasserspringerin, die vor allem im Einzel- und Synchronspringen vom 10-m-Turm und auch im Synchronspringen vom 3-m-Brett antritt.
Julija Timoschinina ist die Tochter der ehemaligen Weltklasse-Wasserspringer Wladimir Timoschinin und Swetlana Timoschinina, die zudem ihre Trainerin ist.
Sie tritt seit 2012 bei internationalen Wettkämpfen im Wasserspringen an und machte mit guten Platzierungen bei Jugendwettkämpfen sowie im FINA Grand Prix auf sich aufmerksam.
2013 gewann sie bei den Jugendeuropameisterschaften in Posen in ihrer Altersklasse den Titel vom Turm. Im selben Jahr trat sie bei den Weltmeisterschaften in Barcelona an und belegte im Synchronspringen vom Turm mit Jekaterina Petuchowa den achten Rang, während sie sich im Einzel nicht für das Finale qualifizieren konnte.
2014 trat sie erstmals in der FINA World Series an und belegte im Synchronspringen mehrere fünfte und sechste Plätze. Bei den Europameisterschaften in Berlin gewann Timoschinina gemeinsam mit Petuchowa den Titel im 10-m-Synchronspringen – 15 Jahre nachdem ihre Mutter Swetlana Europameisterin in dieser Disziplin geworden war. Im Einzel vom Turm belegte Julija Timoschinina den sechsten Rang. Im folgenden Jahr in Rostock erreichte sie im Einzel vom 10-m-Turm den vierten Platz und verteidigte mit Petuchowa den Titel im Synchronspringen.